# Mausoléu de Halicarnasso
O mausoléu de Halicarnasso ou mausoléu de Mausolo (em grego clássico: Μαυσωλεῖον τῆς Ἁλικαρνασσοῦ; em turco: Halikarnas Mozolesi) foi uma tumba construída entre 353 e 350 a.C. em Halicarnasso (atual Bodrum, Turquia) para Mausolo (em grego clássico: Μαύσωλος), um sátrapa do Império Aquemênida, e Artemísia II de Cária, sua irmã e esposa. A estrutura foi desenhada pelos arquitetos gregos Sátiro e Pítis.
Tinha aproximadamente 45 metros de altura, e cada um de seus quatro lados foi adornado com relevos criados por cada um dos quatro escultores gregos — Briáxis, Escopas de Paros, Leocarés e Timóteo. A estrutura finalizada foi considerada como sendo um triunfo estético por Antípatro de Sídon, que a identificou como uma de suas sete maravilhas do mundo. O termo mausoléu veio a ser usado genericamente para qualquer grande tumba, embora "Mausol-eion" originalmente significasse "associado com Mausolo". A construção foi destruída por sismos sucessivos do século XII ao século XV.

## Vidas de Mausolo e Artemísia

### Conquista

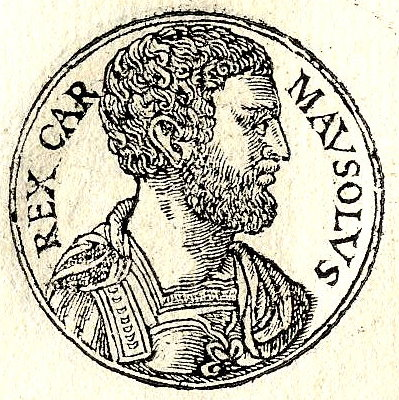
Mausolo

Halicarnasso era a capital de uma satrapia na costa da Anatólia. Naquele ano o monarca Hecatomno de Milasa, morreu deixando seus domínios a seu filho, Mausolo. Hecatomno, um sátrapa local dos persas, tomou o controle de várias das cidades e distritos vizinhos. Após ter Mausolo e Artemísia, teve vários outros filhos e filhas: Ada (mãe adotada de Alexandre), Idrieu e Pixodaro. Mausolo estendeu seu território até a costa sudoeste da Anatólia, e com Artemísia — era costume na Cária sátrapas desposarem suas irmãs, preservando o poder e riqueza da família — governou o território ao redor de Halicarnasso por 24 anos. Mausolo, embora descendendo do povo local, falava grego e admirava a maneira grega de vida e governo: fundou muitas cidades de projeto grego junto à costa e encorajou tradições democráticas gregas.

### Halicarnasso
Mausolo decidiu construir uma nova capital, tão difícil de capturar quanto magnífica para ser vista. Ele escolheu a cidade de Halicarnasso: se navios bloqueassem um pequeno canal, podiam manter todos os navios inimigos à distância. Adequou-a a um príncipe guerreiro: seus operários aprofundaram o porto da cidade e usaram a areia dragada para fazer armas protetoras em frente ao canal. Em terra, calçaram praças, ruas e casas para cidadãos comuns, e em um lado do porto construíram um maciço palácio fortificado, com vista do mar e das colinas — lugares de onde inimigos atacariam.
Em terra, construíram-se ainda muralhas e torres de guarda, um teatro em estilo grego e um templo para Ares,o |deus grego da guerra.
Mausolo e Artemísia gastaram uma soma gigantesca de impostos para embelezar a cidade. Compraram estátuas, templos e edifícios de mármore cintilante. No centro da cidade Mausolo traçou um plano para estabelecer um lugar de descanso para seu corpo após a sua morte. Ela seria uma tumba que mostraria para sempre como ele e sua rainha foram ricos.

### Morte e memorial

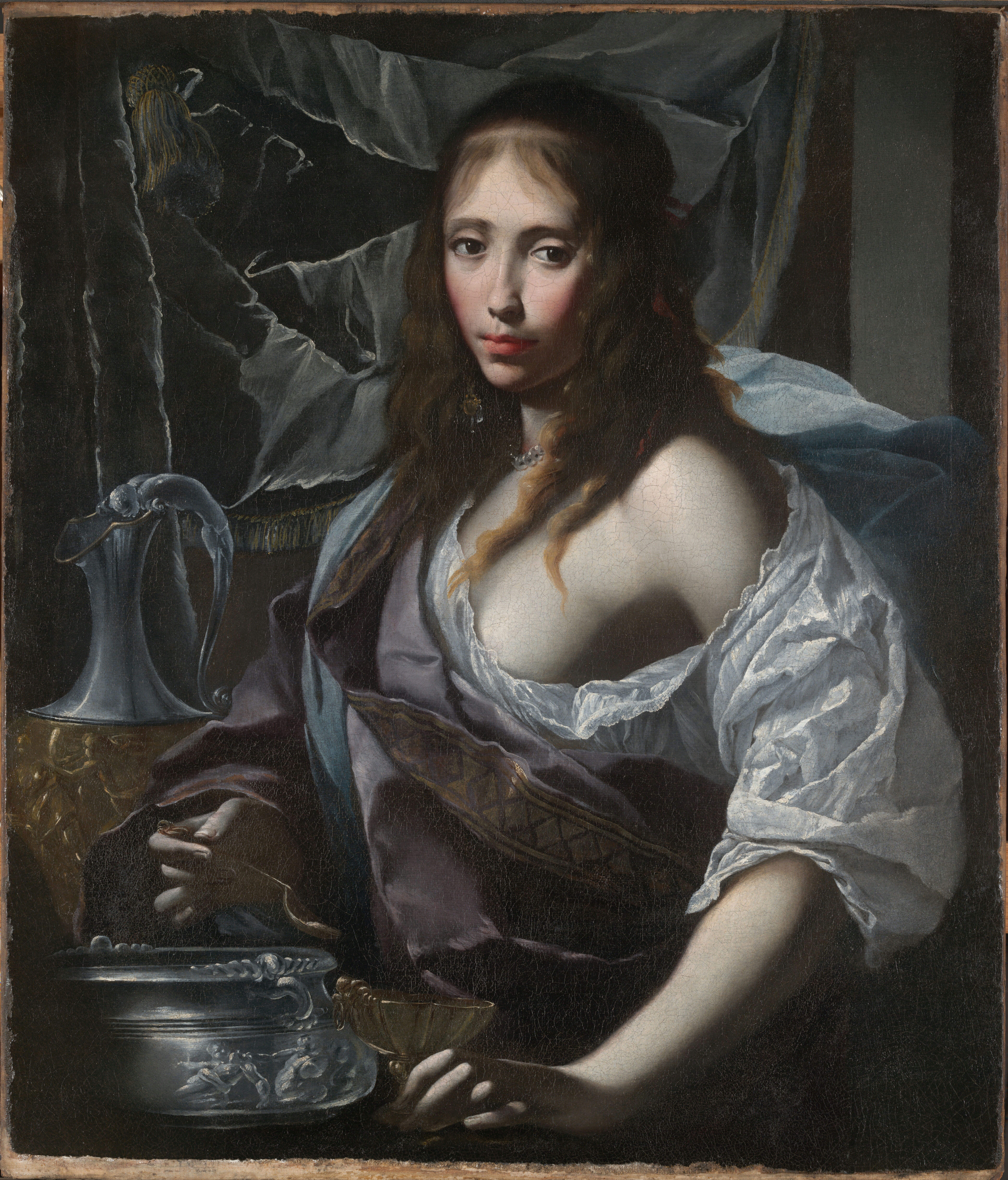
Artemísia Prepara-se para Beber as Cinzas de seu Marido, Mausolo c., atribuído a Furini

Em 353 a.C. Mausolo morreu, deixando Artemísia de coração partido. Como um tributo a ele, ela decidiu construir-lhe a mais esplêndida tumba do mundo então conhecido. Ela tornou-se uma estrutura tão famosa que o nome de Mausolo é hoje associado com todas as tumbas suntuosas através de nosso termo moderno mausoléu. A construção era também tão bela e única que tornou-se uma das sete maravilhas do mundo antigo.
Após a construção da tumba, Artemísia encontrou-se numa crise. Rodes, uma ilha no mar Egeu entre a Grécia e a Anatólia, fora conquistada por Mausolo. Quando os ródios ouviram sobre a sua morte eles rebelaram-se e mandaram uma frota de navios para capturar a cidade de Halicarnasso. Sabendo que a frota ródia estava a caminho, Artemísia escondeu seus próprios navios numa localização secreta na extremidade leste do porto da cidade. Depois que as tropas da frota ródia desembarcaram para atacar, a frota de Artemísia capturou a frota ródia e sirgou-a para o mar. Artemísia colocou seus próprios soldados nos navios invasores e remou-os de volta a Rodes. Achando que sua própria marinha vitoriosa voltava, Rodes não se defendeu e foi capturada facilmente, sufocando-se a rebelião.
Artemísia viveu dois anos após a morte de seu marido. As urnas com suas cinzas foram colocadas na tumba ainda inacabada. Como sacrifício, um grande número de animais mortos foi colocado na escada conduzindo à tumba, que foi selada com pedras e escombros. De acordo com o historiador Plínio, os artesãos decidiram parar o trabalho após a morte de seu cliente "considerando que ele foi ao mesmo tempo um memorial de sua própria fama e da arte do escultor."

## Construção

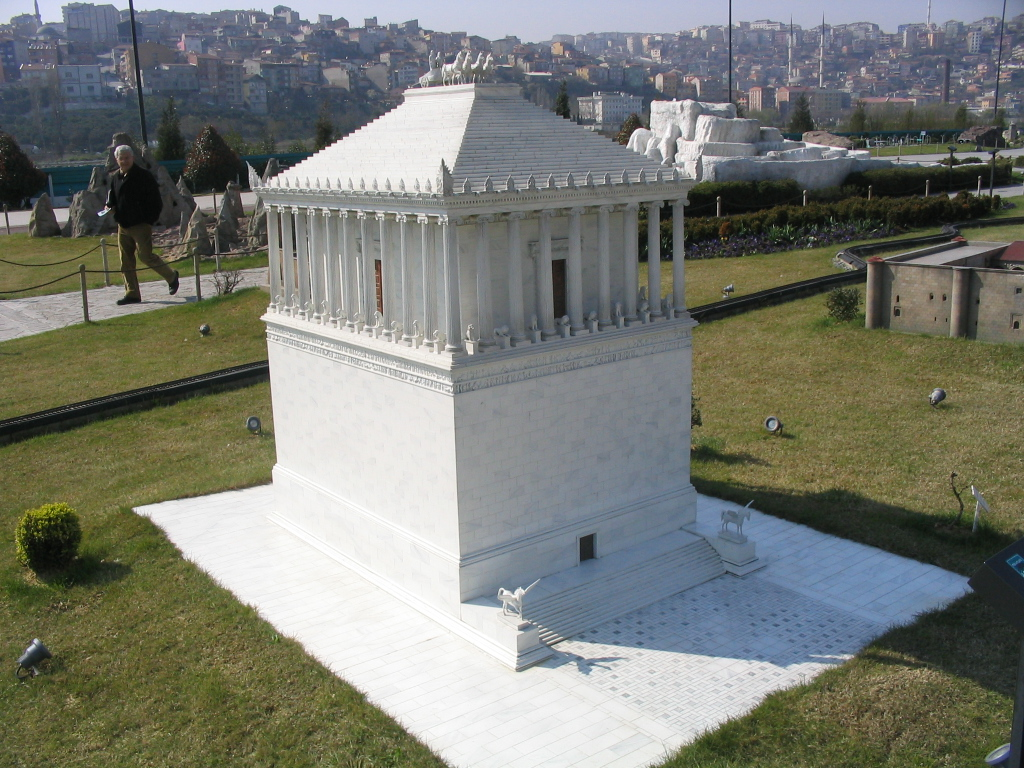
Maquete de como seria o Mausoléu de Halicarnasso no Miniatürk

Artemísia decidiu não poupar na edificação da tumba. Enviou mensageiros à Grécia para encontrar os artistas mais talentosos da época, incluindo Escopas, que supervisionara a reconstrução do templo de Artemis em Éfeso. Outros escultores famosos como Briáxis, Leocarés e Timóteo juntaram-se-lhe, bem como centenas de outros artesãos.
A tumba foi erigida em uma colina tendo uma vista panorâmica da cidade. A estrutura ficava em um pátio fechado, em cujo centro  estava uma plataforma com a tumba. Uma escada, ladeada por estátuas de leões de pedra, levava ao topo da plataforma. Ao longo da parede exterior desta ficavam muitas estátuas descrevendo deuses e deusas. Em cada canto, guerreiros de pedra cavalgando guardavam a tumba.  No centro da plataforma estava a tumba propriamente dita. Feita principalmente de mármore, era um bloco quadrado de um terço da altura de 45 metros do mausoléu. Esta seção era coberta de esculturas em relevo exibindo cenas de ação da mitologia e história grega. Uma parte exibia a Centauromaquia, batalha dos centauros com os lápitas; outra, gregos em luta com as amazonas, uma raça de mulheres guerreiras.
No topo desta seção da tumba, trinta e seis colunas delgadas, nove por lado, erguiam-se por outro terço da altura. Ereta entre cada coluna estava outra estátua. Atrás das colunas estava um objeto resistente que carregava o peso do maciço telhado da tumba.  O telhado, que englobava mais do terço final da altura, era uma pirâmide. De pé no topo ficava uma quadriga: quatro maciços cavalos puxando uma biga em que imagens de Mausolo e Artemísia passeiam.

## Idade Média

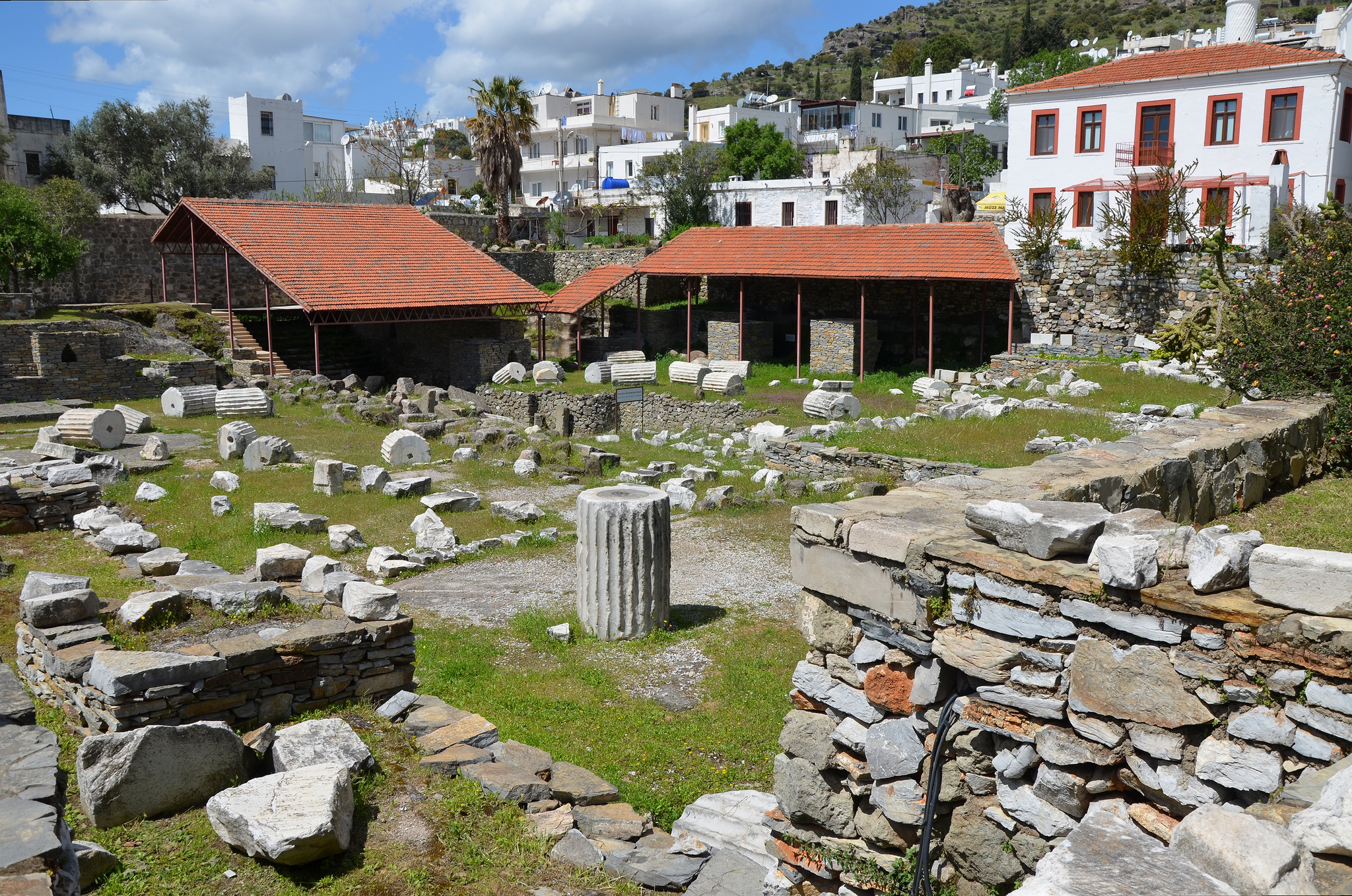
Ruínas do mausoléu em ruínas em 2015

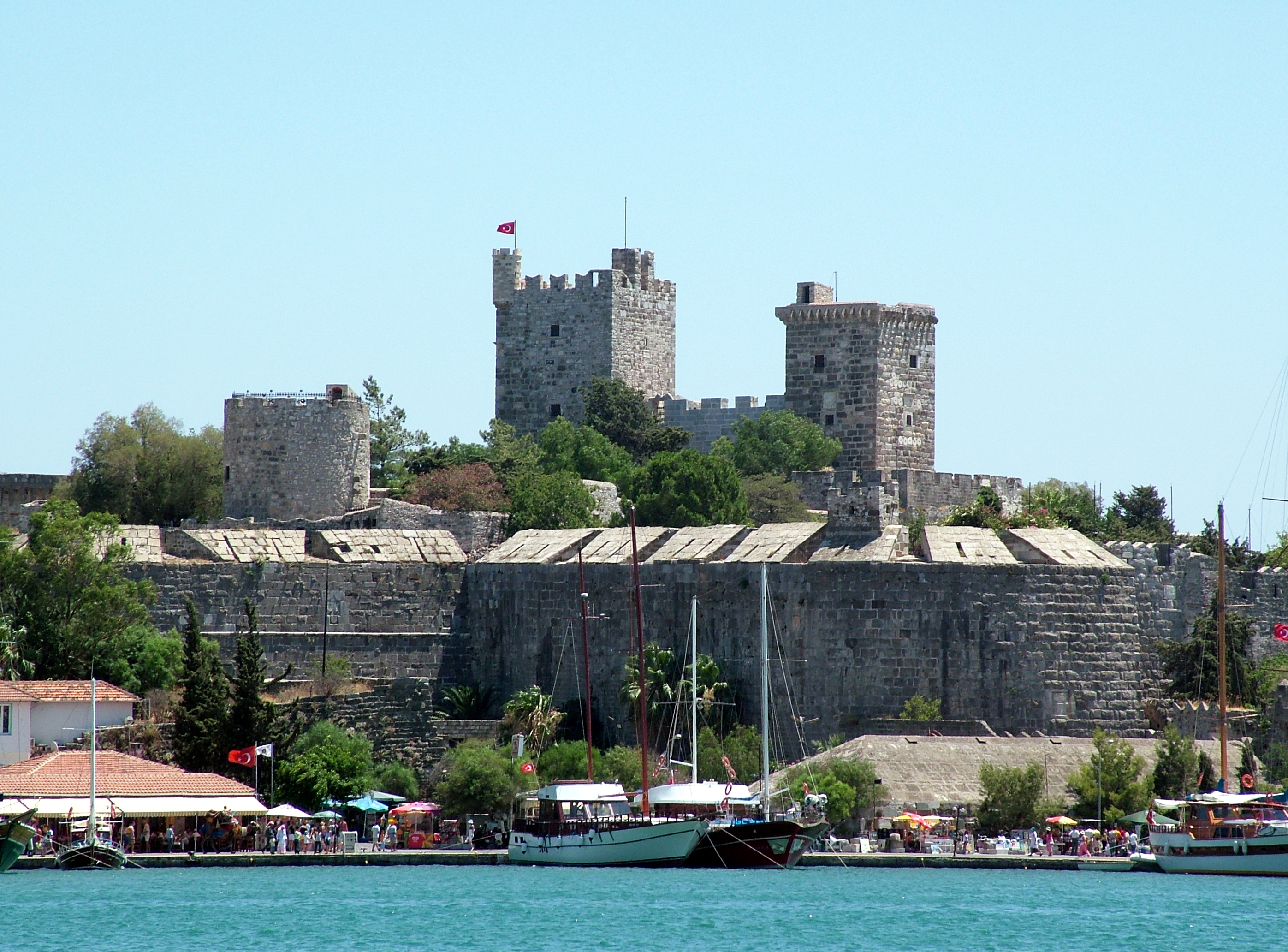
Castelo de São Pedro de Halicarnasso em Bodrum, Turquia

O mausoléu tinha uma vista panorâmica da cidade de Halicarnasso por vários séculos. Ele estava intacto quando a cidade caiu sob Alexandre em 334 a.C. e ainda não danificado após ataques de piratas em 62 e 58 a.C. Permaneceu acima das ruínas da cidade por cerca de 16 séculos. Então uma série de sismos destruiu as colunas e derrubou a biga de pedra. Em 1404 apenas a base natural do mausoléu ainda era reconhecível. No século XV, os hospitalários invadiram a região e construíram um maciço castelo. Quando eles decidiram fortificá-lo em 1494, usaram as pedras do mausoléu. Em 1522 rumores de uma invasão turca fizeram com que os cruzados reforçassem o castelo em Halicarnasso e muito do restante da tumba foi demolido e usado nas muralhas do castelo.  Ainda lá se vê mármore polido da tumba.
Na ocasião, um grupo de cavaleiros entrou na base do monumento e descobriu a sala contendo um grande caixão. Decidindo que era tarde demais para abri-la, voltou na manhã seguinte encontrando a tumba e qualquer tesouro que ela pudesse conter roubada. Os corpos de Mausolo e Artemísia estavam perdidos também. Os cavaleiros disseram que aldeões muçulmanos seriam os ladrões, mas é igualmente provável que alguns dos próprios cruzados o fossem. Nas paredes do pequeno museu construído próximo ao sítio do mausoléu há uma descrição diferente: pesquisa arqueológica dos anos 1960 mostra que antes dos cavaleiros chegaram ladrões de túmulos cavaram um túnel sob a câmara do túmulo, furtando seu conteúdo.  Ademais, é mais provável que Mausolo e Artemísia tenham sido cremados; assim, somente uma urna com suas cinzas foi colocada na câmara do túmulo.